# Issel (Fauerbach)
Die Issel ist ein fast zweieinhalb Kilometer langer Bach im Östlichen Hintertaunus in der Gemarkung von Butzbach im hessischen Wetteraukreis, der aus dem Norden kommend von links und zuletzt Nordwesten in den Fauerbach mündet.

## Geographie

### Verlauf
Die Issel entsteht aus mehreren Quellästen im westlichen Gemarkungsteil des Butzbacher Stadtteils Hoch-Weisel in einem Bergwaldgebiet zwischen dem Hainbuchenkopf (492 m ü. NHN) im Westen und dem von keltischen Ringwällen umrundeten Gipfel des Hausbergs (486 m ü. NHN) im Osten, die alle ihren Lauf am Südhang der Langscheide (Westgipfel 450 m ü. NHN, Ostgipfel 460 m ü. NHN), zugleich Wasserscheide zwischen Main im Süden und Lahn im Norden, beginnen. Die dauerhafte Hauptspende entstammt dem einstmals gefassten Isselbrunnen. Der Bach kann in einer dicht bewachsenen Birken-Fichten-Schonung stellenweise versiegen.

#### Erster Zulauf (von links)
Am Rand einer Schneise oberhalb der Teiche mündet in die Issel von links ein ½ km langer und zeitweise Wasser führender Bach, der vom Westhang des Hausbergs herab kommt. Er hat seine Quelle in einem Tümpel oberhalb eines Haupt-Waldwegs ⊙ auf 401 m ü. NHN und versiegt schon wenige Meter weiter, auf etwa 400 m ü. NHN. Sein von alten Erlen gesäumter Lauf führt parallel zu einem aufgelassenen Waldweg in einem bewaldeten (Laub, Misch-, Nadelwald abwechselnd, teilw. auf verschiedenen Ufern) Tal in südwestliche Richtung den Hausberg hinab und quert dabei einen anderen Haupt-Waldweg (390 m ü. NHN) (beide führen zu einem Weg auf den Gipfel des Hausbergs oder hinab ins Isseltal bzw. die Butzbacher Stadtteile Hoch-Weisel bzw. Münster). Wenige Meter vor der Mündung in die Issel führt der Bach wieder Wasser.
Die Issel durchfließt am östlichen Rand die Birken-Fichten-Schonung und mündet in ein Betonrohr, das sie, teils in einem schmalen Graben, teils in weiteren Betonrohren, um den oberen Teich herum und in einem Durchlass unter einem Weg hindurch in einen Graben leitet, der seitlich von Osten in den unteren Teich mündet.

#### Zweiter Zulauf (von rechts)
Aus einer schlammigen als Suhle genutzten Mulde am Südhang der Langscheide ⊙ in einem Laubwald entspringt auf einer Höhe von 420 m ü. NHN ein ½ km langer Zufluss der Issel. Er fließt durch ein flaches Tal den Hang hinab und hat bald aus einem Seitental einen Zulauf von links und weitere Spenden aus seitlichen Grundwasseraustritten. Er gelangt an einen Haupt-Waldweg, unterhalb dem sein Lauf durch Erlen mit Mehrlingsstämmen markiert ist. Bald versiegt das Gewässer, es erreicht den zugewachsenen Wanderweg von den beiden Teichen zum Haupt-Waldweg (ausgewiesen auf einer Infotafel als Wanderweg vom Parkplatz am unteren Isseltal zum Hausberg) nicht mehr, weshalb kein Durchlass unter dem Weg existiert. In der Birken-Fichten-Schonung oberhalb des oberen Teichs füllt sich die gedachte Verlängerung seines Bachbetts wieder mit Wasser. Dieses vereinigt sich mit einem weiteren Gewässer, das in der Birken-Fichten-Schonung entspringt und so wie das andere Gewässer einige dam Länge erreicht. Kurz vor Erreichen des Teichs wird der Zusammenfluss der beiden Bäche von einem gusseisernen Rohr aufgenommen und etwa zehn Meter zu seiner östlichen Seite abgeleitet, wo es in den oberen Teich fließen kann. Dessen Wasserüberschuss wird über einen Mönch in einen Durchlass unter dem Weg in den unteren Teich abgeführt. Hier kann es sich mit dem Wasser der Issel vereinigen und gemeinsam durch Siebe und ein Stahlrohr über die Dammkrone ins Isseltal abfließen.
Auf den nächsten etwa 650 Metern fließt die Issel südwestwärts durch einen fichtenbestandenen Nadelwald. Das Tal ist ein V-förmiges Kerbtal zwischen der Langscheide im Nordwesten und dem Brüler Berg (420 m ü. NHN) im Südosten, dessen Gipfel auch von keltischen Ringwällen umrundet werden, das sich für einen weiteren Zufluss von rechts weitet. Auf beiden Seiten sind etwa parallel verlaufende Wege 10–20 Meter über dem Talgrund in die Hänge gebaut. Sie senken sich für den Verbindungsweg am nächsten Zulauf von links annähernd auf Issel-Niveau ab. Die Issel wird hier wieder von Erlen gesäumt.

#### Dritter Zulauf (von rechts)
In den Karten wird gegenwärtig dargestellt, dass dieser Nebenbach von zwei Quellästen gespeist wird, die einem Mischwald am Hang der Langscheide entspringen. Tatsächlich ist es ein dritter, weiter östlich gelegener Quellast, dessen Wasser ganzjährig bis zum Bommröder Schloss fließt, einer ehemaligen Felsformation aus Kalk, die früher als Kalksteinbruch genutzt wurde. Dort mündet der Bach in einen Tümpel vor einem Kanalschacht mit quadratischem Querschnitt und gesprungenem gusseisernen Deckel, in dem er verschwindet. Der Bach, der von rechts in die Issel mündet, hat seine Quelle weit östlich des Bommröder Schlosses im Hang einer Bucht der Langscheide bzw. am Hang zum Hintersten Kopf/Hainbuchenkopf. Er ist fast 1 km lang und zuletzt in einer historischen Karte aus dem frühen 19. Jahrhundert auffindbar.

##### Dessen zwei bekannte Quelläste
Die beiden als bekannt dargestellten Äste entspringen jeweils Mulden an den (misch-)bewaldeten Hängen einer Bucht in der Langscheide. Die eine (westliche) ist offener als die andere, weil ihr Umfeld so sumpfig ist, dass dort kaum Bäume wachsen können. An die Mulden schließen Gräben in flachen Tälern an, die zu einem Haupt-Waldweg gelangen und ihn in Betonrohren unterqueren. Unterhalb des Weges vereinigen sie sich schon recht bald und eilen dem dritten Quellast zu.

##### Dessen dritter und ganzjähriger Quellast
Dieser entspringt weiter östlich in der gleichen Bucht, jedoch unterhalb eines Durchlasses unter dem bekannten Haupt-Waldweg, auf 393 m ü. NHN ⊙. Oberhalb bildet sich ein Tümpel, dessen Wasserspiegel nicht an das Betonrohr des Durchlasses heran reicht. Der Tümpel bildet den Abschluss eines trockenen Kerbtals. Keine zehn Meter entfernt steht mitten im Tälchen ein Kanalschacht mit Entlüftung und Deckel, unter dem es rauscht wie von fließendem und herab fallendem Wasser. Das Tälchen erstreckt sich weiter nordwärts und bildet am Ende eine tiefe Mulde mit steilen Wänden und einem tiefen Graben ⊙ 401 m ü. NHN. In der historischen Karte Grossenlinden ist an dieser Stelle ein Hinterborn genannt, von dem eine gestrichelte Linie zum Issel-Zufluss führt, ein Fußweg gemäß Legende, heute nicht mehr erkennbar.
Etwa 60 Meter unterhalb des Haupt-Waldwegs nimmt der Bach die Vereinigung der beiden bekannten Quelläste auf, etwa 100 Meter weiter mündet von links ein aus einer Quelle auf einem aufgelassenen Waldweg kommendes Bächlein und weitere 20 oder 30 Meter weiter versperrt ein Damm dem Issel-Zufluss den Weg in seinem Bett. Er wird in einen Graben umgeleitet, der nach 60 Metern eine neue Umleitung erfährt, jetzt zurück ins alte Bett. Dort steht mitten in ihm ein Kanalschacht von quadratischem Querschnitt, geborstenem gusseisernen Deckel und Geländer auf seiner Südseite. Auf der Nordseite dieses Bauwerks staut sich das Wasser in einem Tümpel und verschwindet im Schacht ⊙. Bis zur Mündung des heute vergessenen Bachs vom Hainbuchenkopf her, bleibt auf fast 100 Metern Länge das Bett trocken.

##### Der wirkliche dritte Zulauf (von rechts)
In einer großen, flachen und steinigen Mulde, einer ovalen Pfanne gleich, entspringt ein heute vergessener Bach auf 403 m ü. NHN⊙ in einem Mischwald, nördlich und oberhalb eines flachen Tälchens, in das der Abfluss der Quelle über einen steilen Abhang führt. Tälchen und Bachlauf erstrecken sich in ostsüdöstliche Richtung. Nach fast 100 Metern quert ein (bekannter) Haupt-Waldweg das Tal. Der Bach wird in einem Betonrohr unter ihm durchgelassen. Auf den folgenden etwa 50 Metern versiegt der Bach mehr und mehr, sein Bett bleibt etwa 100 Meter trocken. Dann füllt sich das Bett wieder mit Wasser. Der Bach fließt durch eine sumpfige Landschaft und erfährt Spenden. Bei verstärktem Gefälle gelangt er in das flache weite Tal des Issel-Zufluss und mündet nach einem Rechtsbogen in das trockene Bett des Issel-Zuflusses. Nach wenigen Metern erhält er von rechts eine Spende von einem Bächlein, das im Tal in einer schlammigen Mulde entspringt. Der Bach hat noch etwa 350 Meter bis zur Mündung, von rechts, in die Issel. Auf zumindest 100 Metern Länge ist der Zufluss von alten hoch gewachsenen Erlen gesäumt. Der untere Talabschnitt scheint ebenso wie das Isseltal früher eine Wiese gewesen zu sein. Heute überragen die im 20. Jahrhundert gepflanzten Fichten die Erlensäume. Bei Fluss-km 1,4 mündet der Bach in die Issel.
Eine realistische Darstellung der Fließgewässer und Quellen, die den Unterlauf der Issel speisen, findet sich im Natureg-Viewer des Landes Hessen.

#### Unterlauf

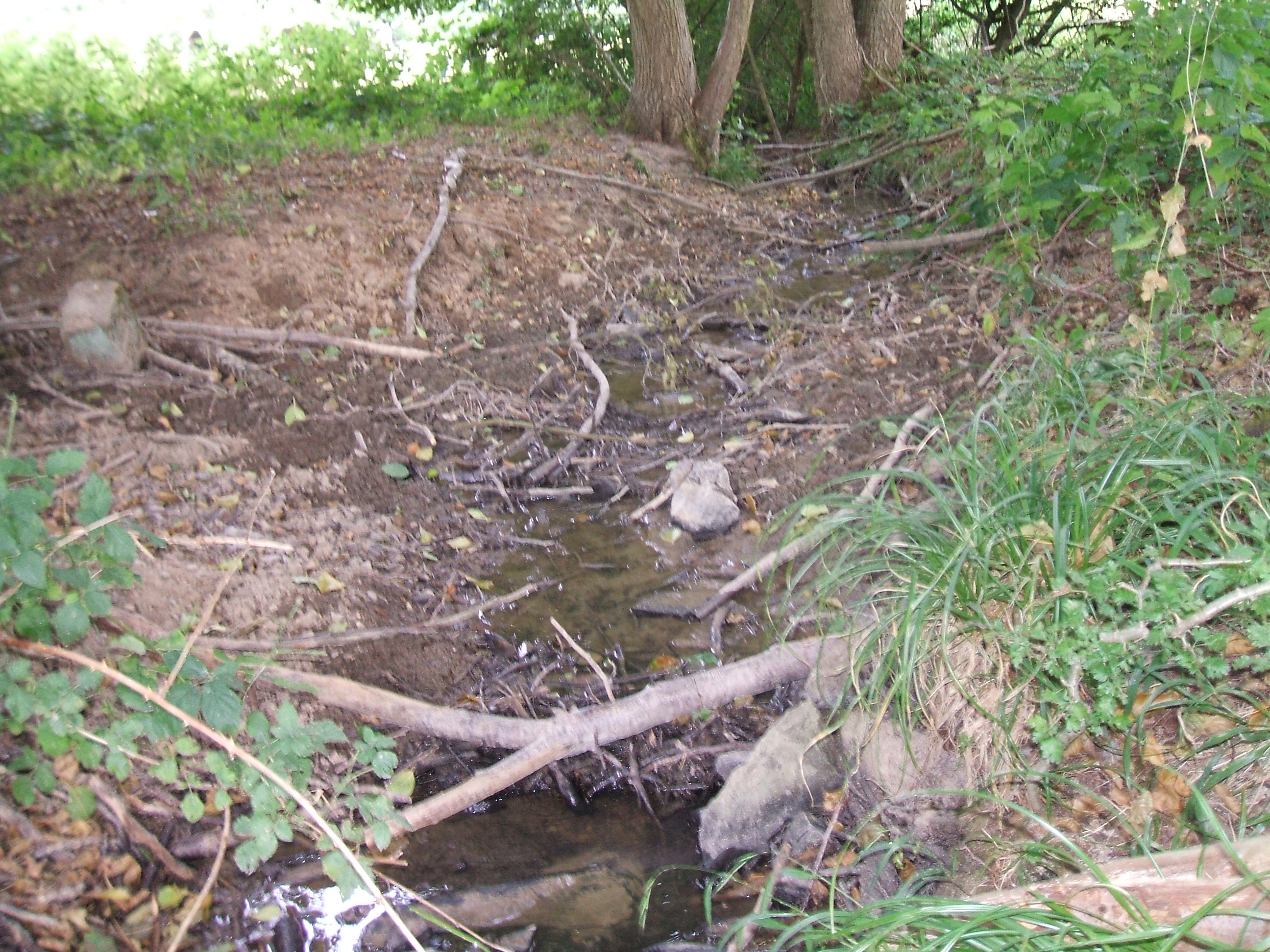
Die Wasser führende Issel (rechts) mündet in den von links, Westen, kommenden Fauerbach (trocken)

Mäandrierend durchquert die Issel den dunklen Nadelwaldstreifen inmitten von Mischwald und gelangt etwa bei km 1,2 in den höchsten und nicht mehr genutzten Forellenteich, der nun Nadelwald ist. Sie verlässt ihn durch eine Bresche im Damm und durchquert die beiden anderen. Zur Entlastung bei Issel-Hochwasser ist westlich der drei Forellenteiche ein Graben gebaut worden, der an die beiden unteren Teichen angebunden ist. Er mündet in einen Durchlass, der unter einem Haupt-Waldweg von der Gemarkung Hoch-Weisel in die von Münster führt. Unterhalb des Wegs über den Damm steht ein Naturdenkmal, die Rotbuche im Isseltal, Nr. 440.161 (Liste der Naturdenkmäler in Butzbach). Der Entlastungsgraben setzt sich auf der Westseite des Münsterer Teichs fort, wo er in den Ablauf des Teichs mündet. Der Münsterer Teich ist kein Forellenteich, er ist angelegt worden für die Prüfung von Jagdhunden (Apportieren von ins Wasser gefallenen geschossenen Vögeln). Er steht in einem Laubwald während die Hoch-Weiseler Forellenteiche von Nadelwald umgeben sind, er wird auch nicht von der Issel durchflossen. Sie fließt auf der Ostseite an ihm entlang und hat dort einen steuerbaren Zufluss zum Teich. Unterhalb des Damms nimmt sie den Abfluss des Teichs von rechts auf. Sie durchquert einen Niederwald, fließt nördlich an einem kleinen Teich vorbei und kommt in einen künstlich mäandrierenden Abschnitt, der als Ausgleichsmaßnahme für den Bau eines Logistik-Lagers in Butzbach angelegt worden war.
Danach führt ihr Weg weiter durch eine offene Wiesenaue, wo sie in der Flur Seewiese auf einer Höhe von etwa 277 m ü. NHN ungefähr 300 Meter westlich der Siedlungsgrenze des Butzbacher Stadtteils Münster von Nordwesten und links in den von Westen kommenden Fauerbach mündet, an dessen Lauf die Lochmühle liegt.

### Flusssystem Usa
- Fließgewässer im Flusssystem Usa